# Htoe mont
Htoe mont (tiếng Miến Điện: ထိုးမုန့်; phát âm [tʰómo̰ʊɴ]) một món tráng miệng hay mont truyền thống của người Myanmar. Đây là loại bánh gạo nếp nấu với nho khô, hạt điều và dừa bào sợi, và liên tục được tạo ra trong quá trình nấu nướng, hình thành kết cấu tương tự như món lokum của Thổ Nhĩ Kỳ. Htoe mont được chế biến theo cách thức tương tự như các món tráng miệng khác của Myanmar bao gồm mont kalame (မုန့်ကုလားမဲ) và Pathein halawa. Htoe mont được coi là đặc sản từ Mandalay và là món quà lưu niệm nổi tiếng nơi đây.